# Les Forces d'une rue
Les Forces d'une rue – en italien Le forze di una strada – est un tableau réalisé par le peintre italien Umberto Boccioni en 1911. Cette huile sur toile de format vertical est une scène de genre qui représente dans le style futuriste de l'artiste le passage de tramways dans une rue encombrée de piétons, de nuit. L'œuvre est conservée au musée des Beaux-Arts de Nakanoshima, à Osaka, au Japon.

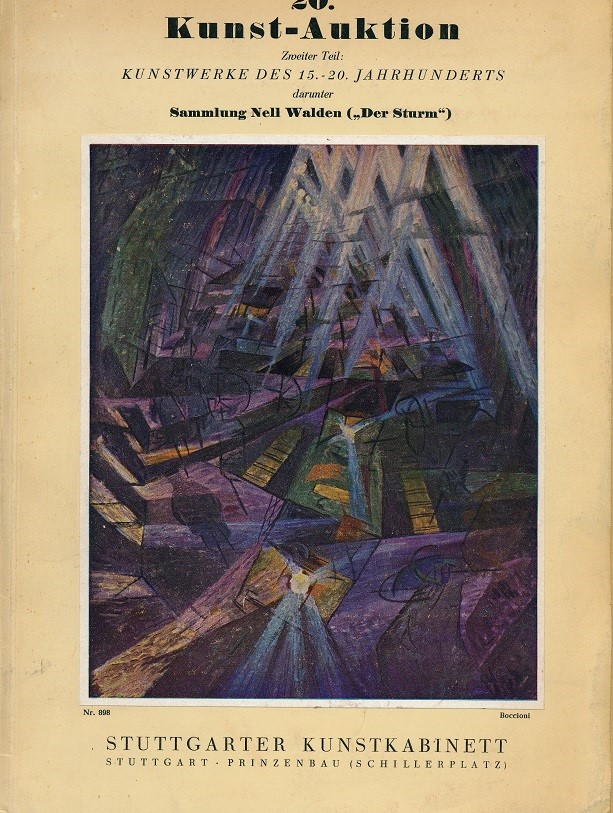
Couverture d'un catalogue de vente allemand reproduisant Les Forces d'une rue, en 1954.